# Greg "Cadillac" Anderson
Pour les articles homonymes, voir Anderson.
Gregory Wayne « Cadillac » Anderson (né le 22 juin 1964 à Houston, Texas) est un ancien joueur américain de basket-ball de NBA.

## Biographie
Intérieur de 2,08 m, il joua à l'université de Houston, succédant à Hakeem Olajuwon à la suite de son départ pour les Rockets de Houston en NBA.
Il gagna le surnom de "Cadillac" car il conduisait son vélo à l'intérieur du campus.
Il participa au Final Four 1984 face à Seattle[réf. nécessaire].
Il fut sélectionné au 23e rang de la draft 1987 par les Spurs de San Antonio. Il joua aussi sous les couleurs des Bucks de Milwaukee, des Nets du New Jersey, des Nuggets de Denver, des Pistons de Détroit et des Hawks d'Atlanta. La saison 1988-1989 avec les Spurs fut la plus productive de sa carrière, avec des moyennes de 13,7 points et 8,2 rebonds par match. En 1991-1992, avec les Nuggets, il inscrivit 11,5 points et sa meilleure moyenne aux rebonds avec 11,5. Il joua également dans le championnat d'Italie avec Phonola Caserta en 1993, avec des moyennes de 16 points et 13 rebonds par match.
En octobre 1998, il plaida coupable pour possession de cocaïne avec intention de revente à Biloxi, au Mississippi et fut condamné à cinq mois de prison.